# پل رومی کوردوبا

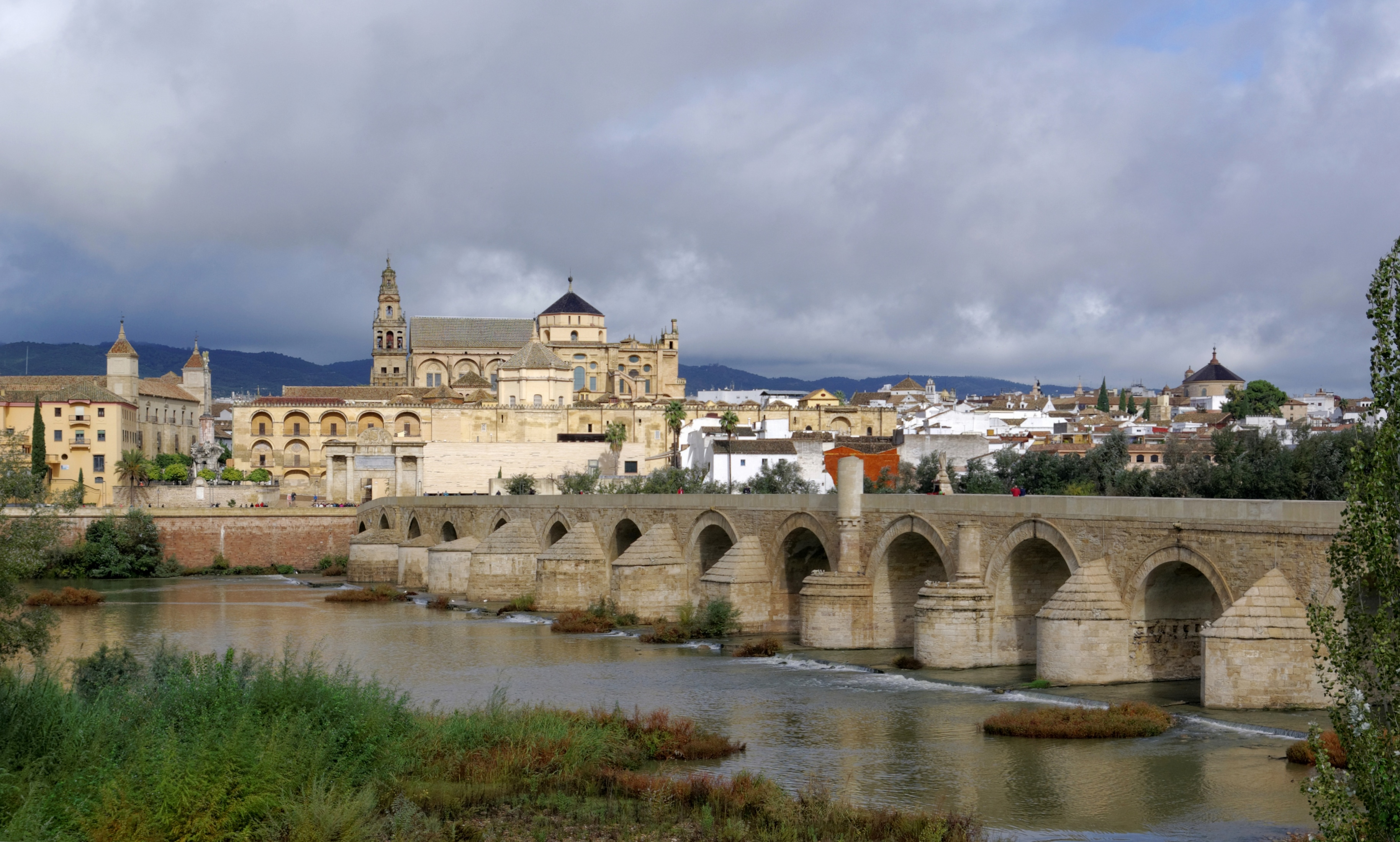
نمایی از پل رومی کوردوبا و مسجد جامع قرطبه در پس‌زمینهٔ آن

پل رومی کوردوبا پلی واقع در کوردوبای آندلس در جنوب اسپانیاست که در اوایل سده یکم پیش از میلاد بر روی رودخانهٔ گوادالکیبیر ساخته شده است. رومیان سازندگان این پل بودند و احتمالاً آن را جایگزین پلی چوبی نمودند که پیشتر بر روی رودخانه کشیده شده بود. پل رومی کوردوبا در حال حاضر دارای ۱۶ قوس طاقی‌شکل است که یک طاق از پل اولیه کمتر دارد. طول آن ۲۴۷ متر و پهنایش ۹ متر است.
جادهٔ رومی ویا آگوستا که رم را به کادیس متصل می‌ساخت به احتمال قوی از میان این پل می‌گذشت. در دوران چیرگی مسلمانان در قرون وسطی، برج کالاهورا و پوئرتا دل پوئنته (دروازهٔ پل) به‌ترتیب در انتهای جنوبی و شمالی پل ساخته شد با این‌حال پوئرتا دل پوئنته در سدهٔ شانزدهم میلادی بازسازی گردید و معماری‌ای متفاوت یافت. در سدهٔ هفدهم نیز تندیسی از رافائل قدیس بر میانهٔ پل قرار داده شد.
پل رومی کوردوبا در طول تاریخ (به‌ویژه در سدهٔ دهم میلادی) چندین بار بازسازی و نوسازی گردید و در حال حاضر تنها قوس‌های چهاردهم و پانزدهم پل از سمت پوئرتا دل پوئنته مربوط به سازهٔ اولیه هستند. همچنین این پل بار دیگر در سال ۲۰۰۶ مورد بازسازی گسترده‌ای قرار گرفت.